# 阿克巴·伊拉哈巴迪
阿克巴·伊拉哈巴迪（英語：Akbar Allahabadi；1846年11月16日—1921年2月15日）是印度一位撰寫乌尔都语文學作品的诗人。